# Bolitoglossa marmorea
Bolitoglossa marmorea es una especie de salamandras en la familia Plethodontidae.
Habita en el este de Costa Rica y el oeste de Panamá, en la Cordillera de Talamanca.
Su hábitat natural son los montanos húmedos tropicales o subtropicales y zonas previamente boscosas ahora muy degradadas.
Está amenazada de extinción debido a la destrucción de su hábitat.